# Solrød Strand

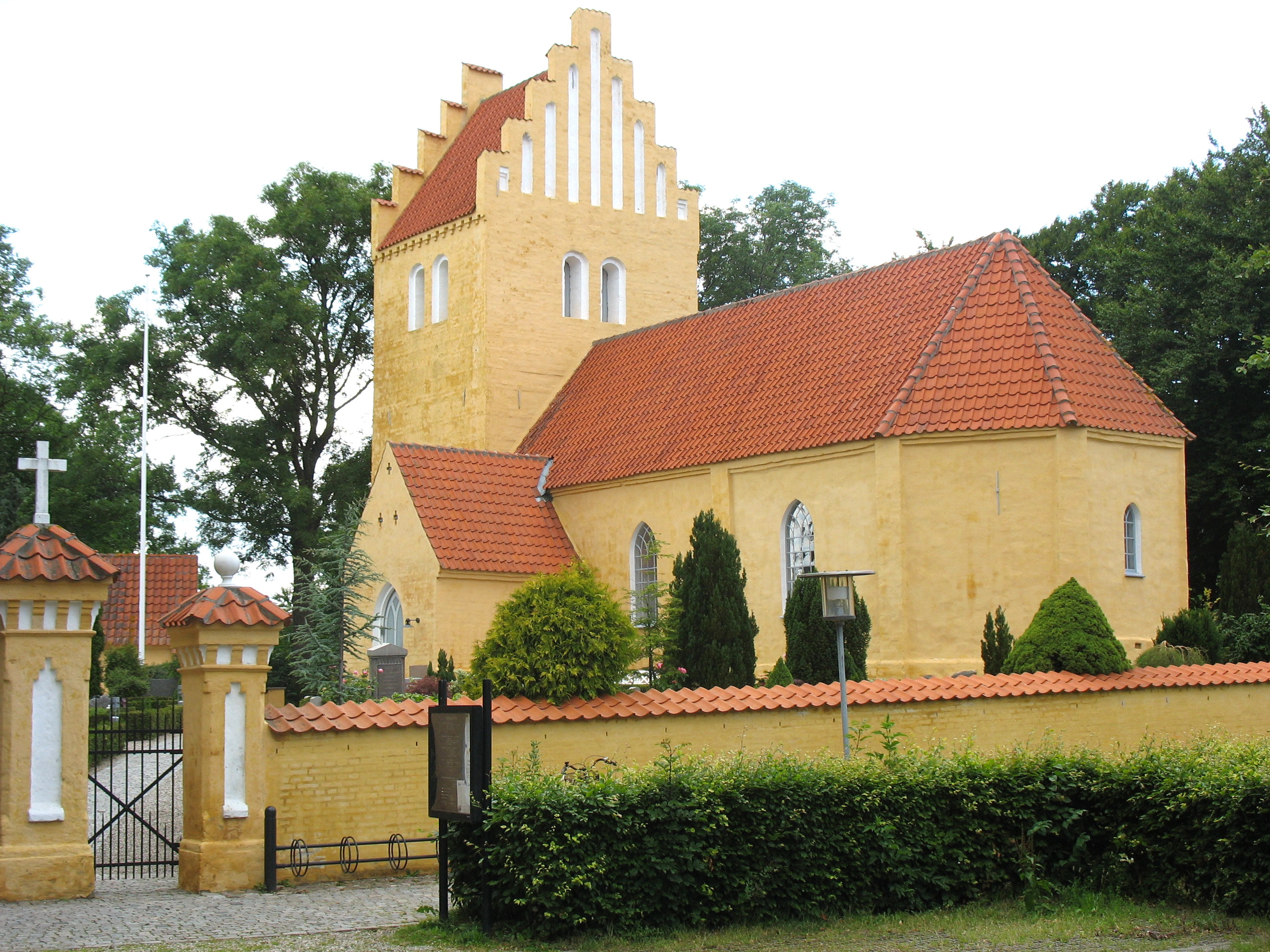
Solrød Kirke

Solrød Strand is een plaats in de gemeente Solrød in de Deense regio Seeland (Sjælland). De plaats telt 15.020 inwoners (2011).
Solrød Strand ligt minder dan 10 kilometer van Køge, 19 kilometer van Roskilde en 9 kilometer zuidwest van Greve Strand.